# Asteroscopus cassinia
Asteroscopus cassinia är en fjärilsart som beskrevs av Ignaz Schiffermüller 1776. Asteroscopus cassinia ingår i släktet Asteroscopus och familjen nattflyn. Inga underarter finns listade i Catalogue of Life.